# أجيس الثالث
أجيس الثالث ملك إسبرطة وهو ابن أرخيداموس الثالث من الأسرة اليوريبونتية، وهو يدعى في الغالب أجيس الثاني، وخلف أباه عام 338 ق م في يوم معركة خايرونيا، وقام بالثورة على مقدونيا عام 333 ق م خلال حملة الإسكندر الآسيوية وبمساعدة الأموال والسفن الفارسية وقوة من 8000 من المرتزقة اليونان وحقق نجاحا في كريت.
في البيلوبونيز أنزل هزيمة منكرة بجيش يقوده كوراغوس وانضمت إليه إليس وأركاديا (إلا ميغالوبوليس والتي حاصرها أجيس لاحقا) بينما بقيت أثينا متحفظة، ثم ترأس أنتيباتر جيشا كبيرا وتقدم نحوه بسرعة فهزم تحالف أجيس الذي مات هو في المعركة عام 331 ق م.